# 山口県道51号下松停車場線
山口県道51号下松停車場線（やまぐちけんどう51ごう くだまつていしゃじょうせん）は、山口県下松市を通る県道（主要地方道）である。

## 概要
山口県道366号徳山下松線から下松駅へのアクセス道路である。駅との連絡道路であるため、距離は非常に短い。

### 路線データ
- 起点：下松停車場
- 終点：下松市大字西豊井（山口県道366号徳山下松線交点）

## 歴史
- 1993年（平成5年）5月11日 - 建設省から、県道下松停車場線が下松停車場線として主要地方道に指定される[1]。

## 地理

### 通過する自治体
- 下松市

### 交差する道路
- 山口県道366号徳山下松線（下松市大字西豊井・下松駅前交差点、終点）